# Sílvia Marsó

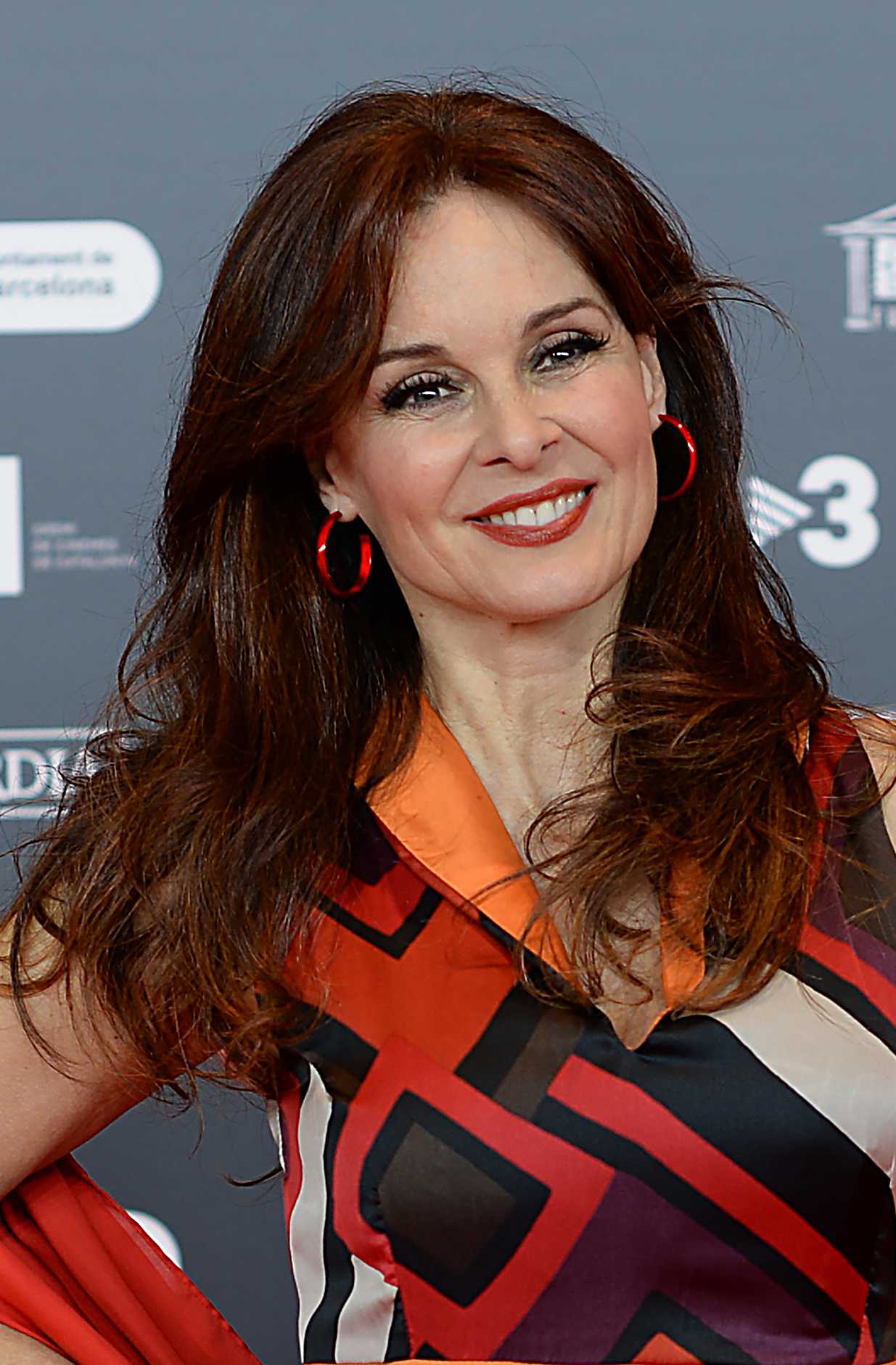
Silvia Marsó (2020)

Sílvia Marsó (* 8. März 1963 in Barcelona) ist eine spanische Schauspielerin und Fernsehmoderatorin.

## Leben
Marsó besuchte von 1979 bis 1981 das Institut del Teatre in ihrer Heimatstadt. Einem breiten Publikum wurde sie als Moderatorin der spanischen Quizsendung Un, dos, tres... responda otra vez bekannt, in der sie zwischen 1983 und 1992 in mehr als 70 Episoden erschien. Daraufhin schlossen sich weitere Moderatorentätigkeiten an. Parallel zu dieser Karriere trat Marsó ab Mitte der 1980er Jahre als Schauspielerin in Erscheinung. Sie übernahm überwiegend Rollen in spanischen Fernsehserien, fast ausschließlich im komödiantischen Fach. 1995 brachte Marsó der Part der Rita in der Serie Canguros neben Maribel Verdú eine Nominierung für den Preis der spanischen Schauspielervereinigung ein. 2001 gab sie in dem Spielfilm Amor, curiosidad, prozak y dudas gemeinsam mit Pilar Punzano und Rosa Mariscal drei Schwestern ein Gesicht, die sich ihrem komplizierten Beziehungsleben stellen müssen. Alle drei Darstellerin erhielten dafür eine lobende Erwähnung beim spanischen Filmfestival Málaga.
Parallel zu ihrer Arbeit im Film und Fernsehen spielt Marsó regelmäßig Theater, so zuletzt 2007 in der spanischen Version von Yasmina Rezas Drei Mal Leben.

## Fernsehen
- 1983/1984: Un, dos, tres...responda otra vez
- 1984: Y sin embargo...te quiero
- 1984/1985: Los sabios
- 1985: La Comedia Musical Española
- 1986: Històries de cara i creu
- 1986: Segunda enseñanza von Ana Diosdado
- 1986: Turno de oficio
- 1987: Un, dos, tres...responda otra vez
- 1998: Sota el signe d’aquari
- 1989: Ocho Mujeres
- 1990/1991: Telecupón
- 1994: Canguros
- 1997: Dones d’aigua von Toni Verdaguer
- 1998: Manos a la obra
- 2002/2004: Ana y los siete
- 2007: Hermanos y Detectives
- 2008: El porvenir es largo
- 2012: Grand Hotel (Gran Hotel, Fernsehserie, 39 Episoden)
- 2013: Gran Reserva: El origen
- 2014/2015: Velvet
- 2019: Merlí. Sapere Aude
- 2019/2020: El secreto de Puente Viejo
- 2024: Vintage
- 2025: La encrucijada

## Filmografie
- 1994: Die toe Mutter (La madre muerta)
- 2001: Amor, curiosidad, prozak y dudas
- 2002: Nosotras
- 2005: Cuadrilátero
- 2007: Angeles S.A
- 2007: Myway
- 2008: Pájaros muertos
- 2015: Solo química
- 2018: Sin novedad
- 2024: Verano en diciembre

## Theater
- 1989: La Loca del Chaillot von Jean Giraudoux (Regie: José Luís Alonso)
- 1992: La Gran Sultana von Miguel de Cervantes (Regie: Adolfo Marsillach)
- 1995: Tres Mujeres Altas von Edward Albee (Regie: Jaime Chavarri)
- 1998: Doña Rosita, la soltera von Federico García Lorca (Regie: José Tamayo)
- 2001: Te quiero, eres perfecto...ya te cambiaré (Regie: Esteve Ferrer)
- 2007: Tres versiones de la vida von Yasmina Reza (Regie: Natàlia Menéndez)